# Army Men: Major Malfunction
Army Men: Major Malfunction est un jeu vidéo de tir à la troisième personne développé par Global Star Software et édité par Team17, sorti en 2006 sur PlayStation 2 et Xbox.

## Notations
- GameSpot : 3,1/10[1]